# Válka o Prsten
Válka o Prsten (anglicky War of the Ring) je rozsáhlý konflikt mezi svobodnými národy Středozemě a Temným pánem Sauronem na konci Třetího věku odehrávající se ve fiktivním světě J. R. R. Tolkiena. Sauron, na jehož straně bojovali zlí lidé z jihu a východu Středozemě a k němuž se přidal i čaroděj Saruman, tuto válku rozpoutal poté, co obnovil svou sílu. Temnému pánu šlo o získaní Vládnoucího prstenu, který byl krátce předtím objeven. Svobodná království lidí, elfů a trpaslíků se Sauronovi vojensky postavila a pokusila se Prsten zničit v ohni Hory osudu nacházející se v nepřítelově zemi Mordor. Tato strategie nakonec slavila úspěch, Vládnoucí prsten byl díky statečnosti hobita Frodo Pytlíka a Sama Křepelky zničen a Sauron byl definitivně poražen. Tak bylo ve Středozemi zničeno zlo a nastal Čtvrtý věk charakteristický vládou lidí.
Nejobsáhleji je válka o Prsten Tolkienem popsána v jeho nejslavnější trilogii Pán prstenů, avšak zmiňuje ji i v Silmarillionu či Nedokončených příbězích.
Na motivy tohoto konfliktu bylo vytvořeno několik strategických her, deskových i počítačových.

## Pozadí

Mapa Středozemě

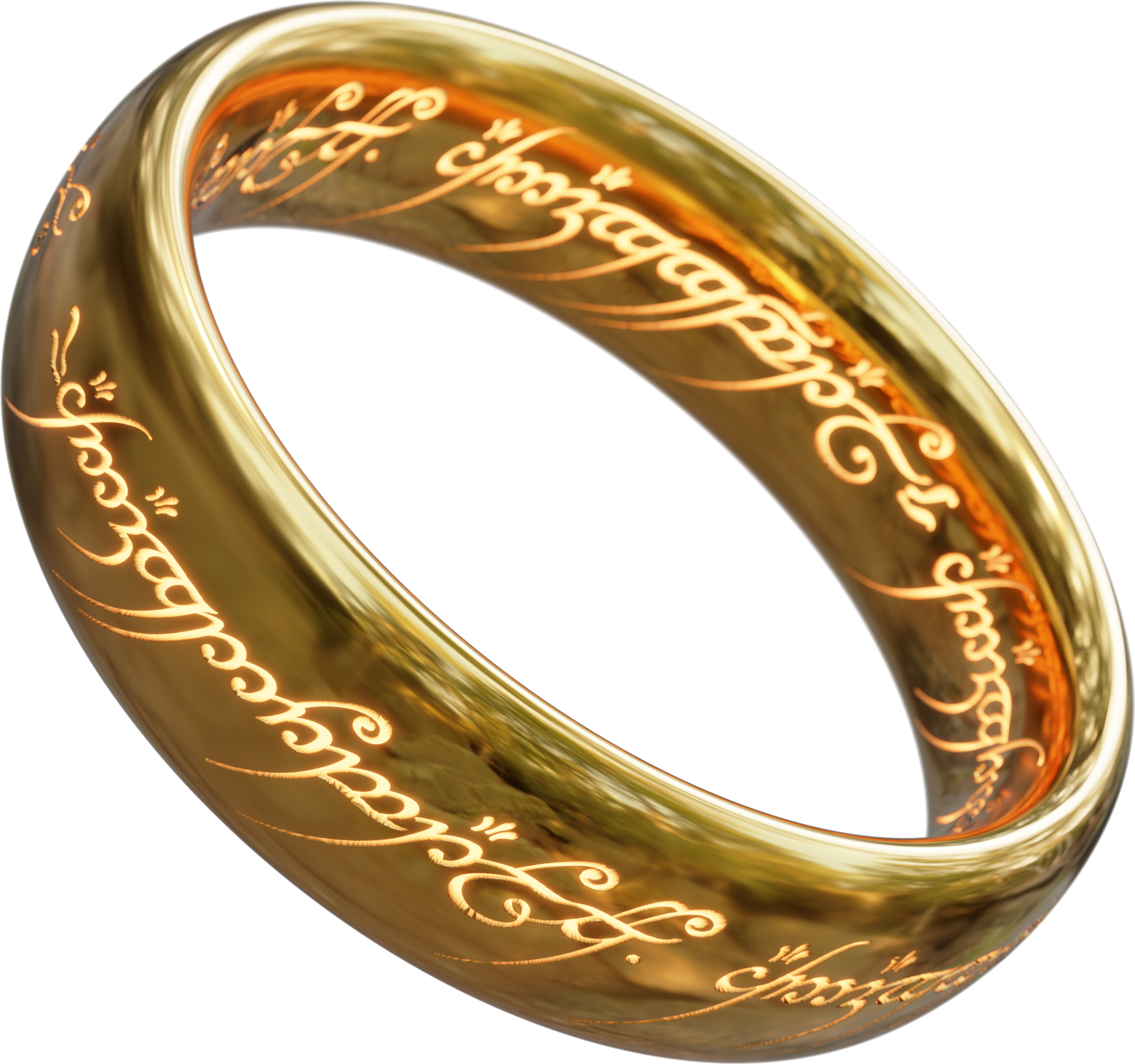
Jeden prsten

Poté, co byl Temný pán Sauron na konci druhého věku poražen ve válce Posledního spojenectví a byl mu odebrán Jeden prsten, se jeho duch ukryl a přežíval v dalekých pustinách Středozemě. Velekrál Isildur však prsten proti radám Elronda a Círdana v ohni hory Orodruiny nezničil a Sauronův duch tak mohl v budoucnu opětovně zesílit. Po pohromě na Kosatcových polích došlo k usmrcení Isildura a k ztrátě Jednoho prstenu, který poté téměř dva a půl tisíce let ležel ztracen v bahně řeky Anduiny. Království Dúnadanů Arnor i Gondor v následujících tisíci letech prosperovala.
První stín padnul okolo roku 1000 na jih Velkého hvozdu. Rozmnožili se zde zlí tvorové a les byl od té doby znám jako Temný hvozd. Jako odpověď připluli ze západu přes moře vyslanci Valar Istari, kteří měli pomáhat národům Středozemě čelit vzmáhajícímu se zlu. Spolu s předními elfskými pány vytvořili Istari Bílou radu, v jejíž čele stanul Curunír - Saruman. Za dalších tři sta let založil Sauronův pobočník Pán nazgûlů okolo severního cípu Mlžných hor čarodějnickou říši Angmar, která v dlouhých válkách zničila rozdělená a oslabená království severních Dúnadanů.
Další katastrofy postihly jižní království Gondor. V polovině 17. století zasáhla království morová rána, která zdecimovala značnou část gondorského obyvatelstva a Gondorští již od této doby neměli dostatek sil na střežení opuštěné nepřítelovy země Mordor. Další ranou byl pro Gondor obrovský koordinovaný útok Jižanů a Východňanů z Haradu, Khandu, Rhûn a Umbaru, který Dúnadani odrazili jen s vypětím všech sil. Dalším dokladem rostoucí moci Temného pána bylo probuzení balroga v Mlžných horách, vyhnání trpaslíků z Morie a dobytí Minas Ithil nazgûly. Čaroděj Mithrandir - Gandalf se proto opětovně vypravil do Dol Gulduru, kde se snažil vypátrat důvody rostoucího nebezpečí. Odhalil zde, že Sauron skutečně povstával a hledal zprávy o Jednom prstenu a Isildurově dědici. V roce 2941 došlo k výpravě k Ereboru, při níž hobit Bilbo Pytlík objevil v Mlžných horách prsten, o němž netušil, že se jednalo o Sauronův Vládnoucí prsten. Pochybnosti o Bilbově prstenu brzy pojal Gandalf, který nechal Kraj strážit hraničáři. Po prstenu začal toužit také čaroděj Saruman, který zatajil své záměry před Bílou radou i přítelem Gandalfem, opevnil své sídlo v Železném pasu, pátral po prstenu a nechal špehovat Kraj, který tehdy Gandalf podezřele často navštěvoval..

## Počátek prvních bojů

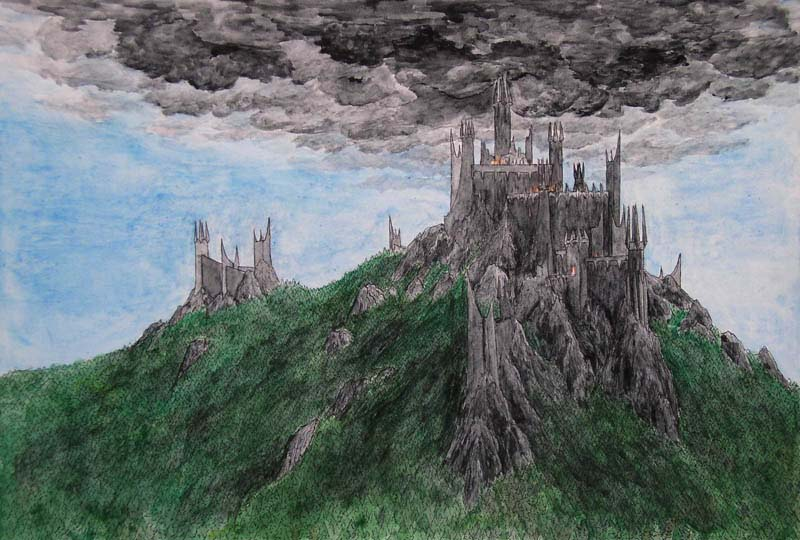
Sauronova pevnost Dol Guldur nacházející se na jihu Temného hvozdu

V roce 2951 se Sauron znovu objevil v Mordoru, načež se otevřeně prohlásil Pánem světa, začal shromažďovat svou bývalou moc a intenzivněji pátrat po Jednom prstenu. Nechal znovu zbudovat svou starou věž Barad-dûr a tři z devíti nazgûlů vyslal znovu obsadit Dol Guldur. Zanedlouho znovu vzplanula Hora osudu a poslední lidé uprchli z příhraniční země Ithilien. Nový gondorský správce Denethor, syn Ecthelionův, jež musel těmto novým hrozbám čelit, se úřadu ujal v roce 2984.
Okolo roku 3000 se Saruman odvážil užít palantír umístěný ve své věži Orthanku, avšak byl lapen Sauronovou mocí a zlákán Temným pánem k spolupráci. Sauron, který v této době začal shromažďovat temné lidi z jihu a východu, tak získal dalšího mocného spojence. Do rukou Temného pána navíc padnul také Glum, od něhož Sauronovi lidé mučením získali informaci o prstenu, který byl nyní ukryt u Bilbova synovce Froda v Kraji. Sauron vzápětí vyslal do Eriadoru prstenové přízraky, které měly za úkol najít a usmrtit nositele prstenu. Gandalfa, který zjistil, že Frodův prsten je Vládnoucím prstenem uvěznil ve své věži Saruman. Gandalfovi se však za pomoci orla Gwaihira podařilo z Čarodějova údolí uprchnout. Saruman však již tehdy dík zrádci Grímovi podařilo ovládnout mysl rohanského krále Théodena.

## Hlavní fáze

### Vypuknutí války
Hlavní fáze války o prsten vypukla v červenci roku 3018, kdy skřeti z Minas Morgul napadli hraniční město Osgiliath, které v čele gondorské armády bránili Denethorovi synové Boromir a Faramir. Po tomto útoku vyslal správce Denethor svého staršího syna Boromira na sever do Roklinky, aby požádal o radu pána Imladris Elronda. Služebníci Temného pána však zároveň napadnuli také Thranduilovu říši v Temném hvozdu a Sauronovi vyslanci se neúspěšně pokusili k spolupráci přesvědčit trpasličího krále Ereboru Dáina. V Imladris se tak na konci října téhož roku na tzv. Elrondově radě setkali vyslanci všech Sauronem ohrožených zemí. Na radě byla nakonec dojednáno, že Vládnoucí prsten musí být za každou cenu zničen v ohni Hory osudu. Pro tento účel bylo ustanoveno Společenstvo prstenu, jehož členy se stali čaroděj Gandalf, vůdce eriadorských hraničářů a skrytý Isildurův dědic Aragorn, syn gondorského správce Boromir, Legolas syn krále Thranduila z Temného hvozdu, trpaslík Gimli syn Glóinův z Osamělé hory, hobit Frodo Pytlík nositel prstenu a jeho tři přátelé Samvěd Křepelka, Smělmír Brandorád a Peregrin Bral.

### Jižní bojiště

#### Boje v Rohanu
V Rohanu se na přelomu roku 3018 a 3019 začaly množit útoky Sarumanových skřetů a zlých lidí z Vrchoviny, proti nimž však král Théoden ovládaný čarodějovým špehem nezasáhnul. 25. února pak došlo k první bitvě na brodech Želíze v níž skřeti porazili rohanské vojsko a usmrtili králova syna Théodreda. Společenstvo prstenu mezitím prošlo Morií, kde v souboji s balrogem zemřel Gandalf, Lothlórienem a směřovalo po Anduině dál na jih. 26. února došlo k definitivnímu rozbití společenstva, které se po útoku Sarumanových Uruk-hai rozdělilo. Boromir v boji padnul, Smíšek s Pipinem byli zajati skřety a vlečeni směrem k Železnému pasu, Aragorn, Gilmi a Legolas se je rozhodli následovat a Frodo se Samem pokračovali i s prstenem dál směrem k Mordoru.
Skřety, kteří jako zajatce unášeli Smíška s Pipinem, se nedaleko Fangornského lesa podařilo dohnat a rozdrtit zapuzenému synovci krále Théodena Éomerovi, přičemž se oběma hobitům podařilo skrýt se v lese. Aragorn, Gimli a Legolas v Rohanu potkali zmrtvýchvstalého Gandalfa Bílého, s nímž se vypravili do hlavního města Rohanu Edorasu ke králi Théodenovi. Gandalfovi se z nemocného krále podařilo sejmout Sarumanovo kouzlo a Gríma byl zapuzen z králova dvora. Ve stejný čas však došlo k druhé porážce na brodech Želíze a Rohirové byli před přesilou Sarumanových skřetů nuceni vyklidit hlavní město a stáhnout se do starobylé pevnosti Hláska nacházející se v Helmově žlebu v Bílých horách. Tam obránci i díky pomoci Éomerových jezdců a huornů náporu nepřátel odolali a Sarumanova invazní armáda byla při tomto obléhání zcela zničena. Mezitím co probíhaly boje v Rohanu Smíšek s Pipinem přesvědčili vůdce entů Stromovouse k útoku proti nebráněnému Železnému pasu. Sarumanovo tak bylo pastýři stromů snadno dobyto a rozbořeno, čímž bylo zažehnáno přímé nebezpečí hrozící Rohanu. Čaroděj byl poté nějakou dobu vězněn Stromovousem ve své věži.
Porážkou čaroděje Sarumana bylo zachráněno království Rohan, což se ukázalo jako klíčové pro nadcházející boje, kdy rohanská armáda zachránila gondorské hlavní město Minas Tirith a tím i celou probíhající válku.

#### Boje v Gondoru

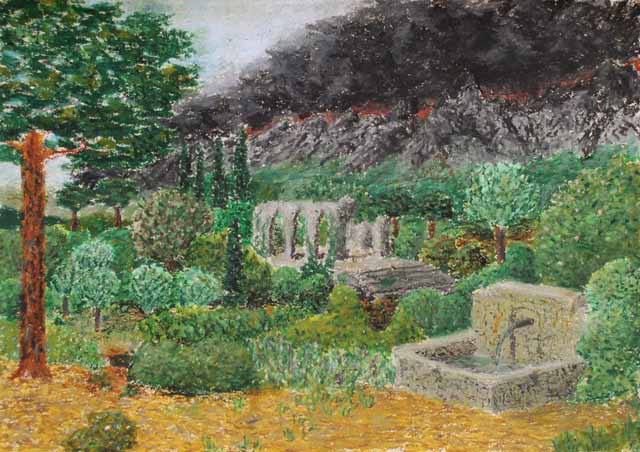
Krajina Ithilienu

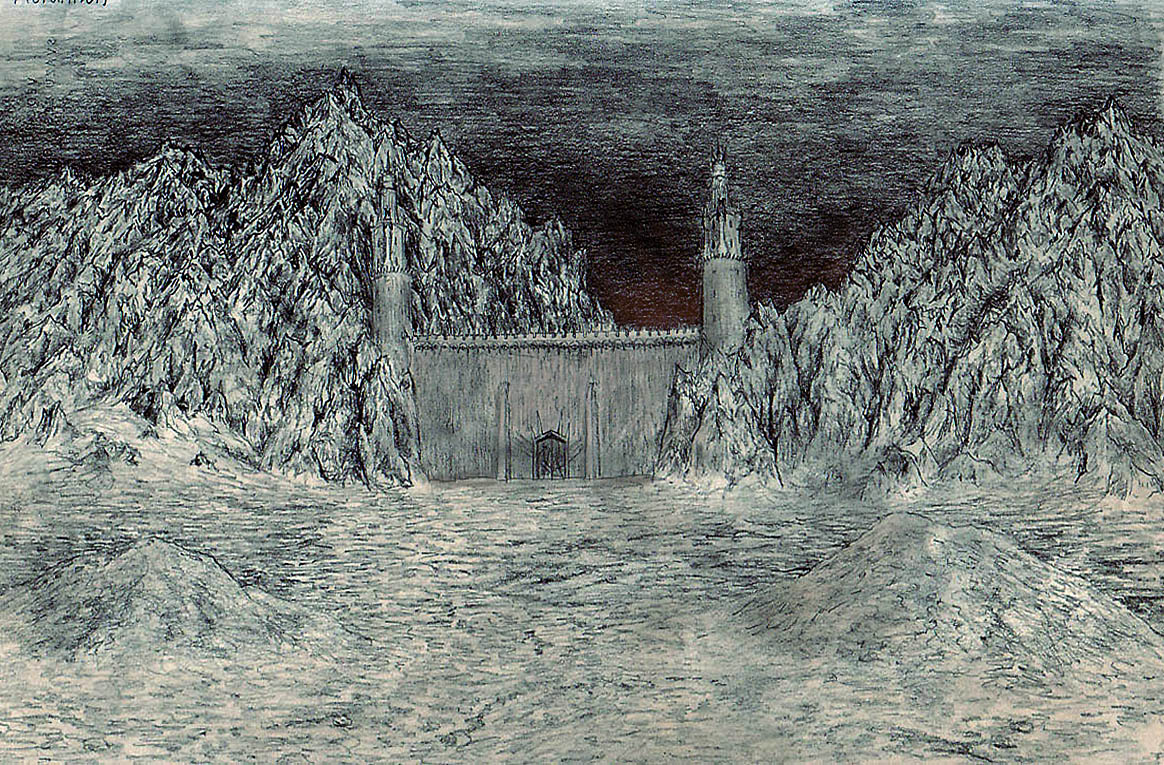
Černá brána Morannon střežící severovýchodní vstup do Mordoru

Na přelomu roku 3018 a 3019 bránili gondorští vojáci pravý břeh Anduiny před přesilou skřetů. Klíčová byla pro Gondor obrana míst, kde se široká Anduina dala nejsnáze přebrodit, a to sice v rozbořeném Osgiliathu a v oblasti severněji položeného Cair Androsu. Kromě bojů u řeky stále zesilovaly přípravy Temného pána na konečný útok proti Gondoru, přičemž do Mordoru byli Sauronem povoláni jeho služebníci ze zemí obývaných temnými lidmi, tradičně podléhající jeho moci. Po starých gondorských silnicích proudili do Mordoru posily především z Haradu a Rhûnu. Na počátku března 3019 se gondorský kapitán Faramir rozhodl vypravit v čele oddílu hraničářů do Ithilienu a zaskočit zde jednu z Haradských výprav směřující do Nepřítelovi země. Frodo se Samem, kteří se tudy blížili k Minas Morgul podél níž plánovali proklouznout do Mordoru, se stali svědky toho, jak Gondorští pod Faramirovým vedením rozprášili v Ithilienu pochodujících skupinu Haradských.
Ani tento dílčí úspěch Gondoru však postup Sauronových plánů nezastavil. Vojsko z Černé brány 10. března dobylo Cair Andros a proniklo přes řeku do Anórienu. Pán nazgûlů v čele morgulského vojska pak prolomil obranu gondorských v Osgiliathu a Rammas Echoru, načež 13. března postoupil s obrovskou armádou na pláň Pelennor rozkládající se před městem Minas Tirith. Došlo k obléhání města a největší bitvě třetího věku na Pelennorských polích. Minas Tirith se ubránila především díky včasnému příjezdu rohanských jezdců vedených svým pánem Théodenem, kteří si cestu probili skrz nepřítelem obsazený Anórien a pomoci Aragorna. Aragorn se totiž krátce po vítězství nad Sarumanem spolu s Legolasem a Gimlim vypravil po Stezkách mrtvých ke kameni Erech, kde jako Isildurův dědic získal pomoc Krále mrtvých a jeho armády. V čele armády mrtvých pak překvapil a zničil invazní flotilu umbarských korzárů plenících jižní pobřeží Gondoru. Na pirátské lodě pak Aragorn nechal nalodit Dúnadany a posily z jižních lén a proti proudu Anduiny vyplul na pomoc obleženému městu. Poté, co i s posilami připlul k městu zničili gondorští a rohanští válečníci Sauronova vojska. Ještě v průběhu obléhání ukončil svůj život sebevraždou správce Denethor, v bitvě pak zahynul rohanský král Théoden. Théodenovu smrt pomstila usmrcením Pána nazghûlů jeho neteř Éowyn.
Aby vylákali Sauronova vojska z Mordoru a uvolnili Frodovi cestu k Hoře osudu, rozhodli se kapitáni Západu vytáhnout s vojskem proti Temnému pánovi a tím na sebe upoutat jeho pozornost. Krátce po vítězství u Minas Tirith tak gondorští s rohanskými vytáhli k Černé bráně, kde se utkali s obrovskou přesilou v bitvě u Morannonu. Právě tehdy se však Frodovi podařilo zničit Jeden prsten v ohni Orodruiny, Sauron byl poražen a ztratil veškerou moc. Jeho vojska, která přestala být poháněna jeho vůli, byla následně poražena a Svobodné národy slavily definitivní vítězství.

### Severní bojiště
Ačkoliv se hlavní události války o Prsten odehrávaly na jihu a hlavními bojišti se staly země Rohan a Gondor, vyslal Sauron své služebníky i proti svobodným národům žijícím na severu. Zaměřil se pak především na ovládnutí Rhovanionu. Náporu jeho armád, které na severu operovaly především z pevnosti Dol Guldur, musely čelit především elfské říše v Lothlórienu a Temném hvozdu, město Dol a trpasličí království pod Osamělou horou. Po porážce Saurona byl zvláštní kapitolou války o Prsten konflikt v Kraji, v němž hobiti ubránili své domovy před zkázou páchanou Sarumanovými sluhy, čímž definitivně zakončili válku o Prsten.

#### Souboj Lothlórienu s Dol Guldurem
Nebezpečí Sauronovy pevnosti Dol Guldur ležící v jižním cípu Temného hvozdu čelilo od počátečního vzestupu moci Temného pána především elfské království v Lothlórienu nacházející se přímo na protějším břehu řeky Anduiny. V březnu 3019, kdy na jihu došlo ke klíčovým bitvám, dostali pokyn k útoku proti svobodným královstvím i Sauronovi služebníci na severu. 11., 15. a 22. března pak skřetí vojska z Dol Gulduru provedla tři velké útoky na Lórien, avšak všechny tři byly odraženy lórienskými elfy, k čemuž dopomohla i moc prstenu, který vlastnila paní Galadriel.
Po pádu Barad-dûr se lórienští elfové v čele s Celebornem přeplavili na mnoha člunech přes řeku a dobyli Dol Guldur, načež Galadriel svou silou zcela zbořila zdi pevnosti a očistila od Sauronovi moci celý hvozd.

#### Boje v severním Rhovanionu
Na severu Rhovanionu se služebníci Temného pána pokusili ovládnout Thranduilovu říši v Temném hvozdu a po počátečním vyjednávání napadli také město Dol a Království pod Horou.
Král lesních elfů Thranduil, jehož syn Legolas se účastnil války na jihu, vedl své muže do bitvy pod stromy, v níž se i přes velké ztráty a zničení hvozdu podařilo elfům Sauronovy sluhy porazit. Thranduil se po tomto vítězství zhruba uprostřed hvozdu setkal s lórienským Celebornem, načež si celý Temný hvozd rozdělili na poloviny a přejmenovali jej na Les zelených listů. Les na pomezí svých říší králové věnovali Meddědovcům a lesním lidem.
Hůře se ve válce na severu vedlo lidem z Dolu a trpaslíkům z Ereboru, které přesila Sauronových spojenců postupující od řeky Carnen zatlačila až k Ereboru. Na úpatí Hory došlo k třídenní bitvě zvané bitva u Ereboru, v níž byli trpaslíci a lidé krutě poraženi. V tomto boji padli i oba králové Brand a Dáin. Přeživší lidé a trpaslíci se ukryli v Osamělé hoře, kde je přesila Sauronových vojska oblehla. Poté, co přišly na sever zprávy o velkých vítězstvích Svobodných národů na jihu, byla Sauronova zaražená severní vojska rozehnána a poražena. Králem Dolu se stal Brandův syn Bard a trpasličím králem pod horou se stal Dáinův syn Thorin III. Kamenná přilba.

#### Boje v Kraji
Saruman, který byl do porážky Temného pána uvězněn ve své věži, byl Stromovousem propuštěn a okamžitě zamířil do Kraje, kde měl v plánu se pomstít Frodovi a jeho přátelům vracejícím se po zničení prstenu domů. V čele zlých lidí a poloskřetů nechává čaroděj Kraj zpustošit. Po svém návratu do Kraje bouří Frodo s přáteli hobity a pod velení Smíška s Pipinem hobiti poráží 3. listopadu 3019 Sarumanovy sluhy v bitvě u Povodí. Touto bitvou a následnou smrtí Sarumana, kterého usmrtil Gríma, definitivně skončila válka o Prsten.

## Důsledky konfliktu
Zničením Jednoho prstenu došlo k definitivnímu pádu Saurona, který zcela ztratil veškerou moc. Služebníci Temného pána pohánění jeho vědomím jako byli skřeti či obři přišli po pádu svého pána o všechnu vůli a byli pobiti a či se rozprchli. Jižané a Východňané byli poraženi a postupně přijali autoritu nového krále Elessara, který tak znovu obnovil Isildurovu linii na trůnu a založil Obnovené království, když znovu spojil severní království Arnor a jižní Gondor.
Zničením Vládnoucího prstenu ztratily moc i Tři prsteny elfů a většina zbývajících elfů následně opustila Středozem, nebo „vybledla“, čímž definitivně nastalo Panování lidí. Porážkou Saurona skončil ve Středozemi třetí a začal Čtvrtý věk.
Cílem Sauronovy strategie bylo porazit svého nejsilnějšího protivníka, Gondor, a k tomu směřoval dobytím hlavního města a největší pevnosti Gondoru, Minas Tirith. Aby toho dosáhl, použil síly Mordoru na jihu strategií rozděl a panuj.
Využil zrady Sarumana a vojsk Železného pasu, aby zničil Rohan a zabránil Rohirům pomoci Gondoru. Současně chtěl zaútočit s korzáry z Umbaru na jihu Gondoru a oslabit obranu Minas Tirith. Jeho strategie ale selhala, když Rohirové porazili Sarumana a Aragorn porazil korzáry a zmocnil se jejich lodí.

## Bitvy
| - Bitva o Osgiliath - Bitva u Morannonu - Bitva na Pelennorských polích | - Bitva u Hlásky - Bitva u Ereboru - Dobytí Dol Golduru | - Bitva v Temném hvozdu - Bitva v Lórienu - Zničení Železného pasu | - První bitva na brodech Želíze - Druhá bitva na brodech Želíze - Bitva u Povodí | - Bitva o Osgiliath |